# Ґабріела Коукалова
Ґабріела Ко́укаловá (чеськ. Gabriela Koukalová, до шлюбу Со́укалова, 1 листопада 1989, Яблонець-над-Нисою) — чеська біатлоністка, чемпіонка світу, срібна призерка зимових Олімпійських ігор 2014.
Брала участь у змаганнях із біатлону з 2005 року. Свою першу перемогу на етапах кубка світу вона здобула в грудні 2012 року у спринтерській гонці на етапі в Поклюці.
За підсумками сезону 2015–2016 років Коукалова здобула великий кришталевий глобус за перемогу в загальному заліку, а також малі кришталеві глобуси в спринті, переслідуванні та масстарті.
За підсумками сезону 2016–2017 років Коукалова зберегла за собою малі кришталеві глобуси в спринті та масстарті. Її було визнано спортсменкою  року в Чехії, однак наступний сезон 2017–2018 років, включно з Пхьончханською олімпіадою, Коукалова пропустила через травму. 
У травні 2019 року біатлоністка заявила, що після проблем зі здоров'ям і вимушеної паузи вона завершує свою спортивну кар'єру.

## Статистика
У таблиці наведено статистику виступів біатлоніста в Кубку світу.
- Місця 1–3: кількість подіумів
- Чільна 10: кількість фінішів у першій десятці
- В очках: кількість виступів, на яких біатлоніст здобував очки
- Старти: кількість стартів
- Естафета: включно зі змішаною

| Місця                     | Індивід. | Спринт | Персьют | Мас-старт | Естафета | Разом |
| ------------------------- | -------- | ------ | ------- | --------- | -------- | ----- |
| 1                         | 2        | 4      | 2       | 1         | 5        | 14    |
| 2                         | 1        |        | 1       | 1         | 3        | 6     |
| 3                         |          | 1      | 1       | 1         | 5        | 8     |
| Чільна 10                 | 7        | 12     | 10      | 7         | 17       | 53    |
| В очках                   | 7        | 23     | 23      | 12        | 28       | 93    |
| Стартів                   | 12       | 36     | 26      | 12        | 28       | 114   |
| Станом на: 14 грудня 2015 |          |        |         |           |          |       |

### Виступи на чемпіонатах світу
| Рік та місце проведення | Індивідуальна | Спринт | Персьют | Масстарт | Естафета | Змішана естафета |
| ----------------------- | ------------- | ------ | ------- | -------- | -------- | ---------------- |
| Нове-Место 2013         | 12            | 14     | 20      | 18       | 10       | Бронза           |

## Місця на подіумі
| №пп | Дата              | Місце проведення | Дисципліна         | Місце | Стрільба | Час     | Відставання | Переможець     | Змагання               |
| --- | ----------------- | ---------------- | ------------------ | ----- | -------- | ------- | ----------- | -------------- | ---------------------- |
| 1   | 14 грудня 2012    | Поклюка          | 7,5км Спринт       | 1     | 0+0      | 22.09,8 | -           | -              | Кубок світу з біатлону |
| 2   | 15 грудня 2012    | Поклюка          | 10км Персьют       | 2     | 0+0+0+0  | 31.48,5 | +0,7        | Міріам Гесснер | Кубок світу з біатлону |
| 3   | 16 грудня 2012    | Поклюка          | 12,5км Масстарт    | 3     | 0+2+0+0  | 36.55,9 | +1.02,1     | Тура Бергер    | Кубок світу з біатлону |
| 4   | 14 березня 2013   | Ханти-Мансійськ  | 7,5км Спринт       | 1     | 0+0      | 21.25,6 | -           | -              | Кубок світу з біатлону |
| 5   | 16 березня 2013   | Ханти-Мансійськ  | 10км Персьют       | 1     | 0+1+0+1  | 30.58,8 | -           | -              | Кубок світу з біатлону |
| 6   | 17 березня 2013   | Ханти-Мансійськ  | 12,5км Масстарт    | 1     | 0+0+0+0  | 38:22.4 | -           | -              | Кубок світу з біатлону |
| 7   | 28 листопада 2013 | Естерсунд        | 15км Індивідуальна | 1     | 0+1+1+0  | 47.56,0 | -           | -              | Кубок світу з біатлону |
| 8   | 10 січня 2014     | Рупольдинг       | 15км Індивідуальна | 1     | 0+1+0+0  | 40.32,6 | -           | -              | Кубок світу з біатлону |
| 9   | 12 січня 2014     | Рупольдинг       | 10км Персьют       | 1     | 0+0+0+0  | 30.39,8 | -           | -              | Кубок світу з біатлону |